# Tajemnice Manhattanu
Tajemnice Manhattanu (ang. Manhattan Night) – amerykański thriller z 2016 roku w reżyserii 	Briana DeCubellisa, wyprodukowany przez wytwórnię Lionsgate Premiere. Film powstał na podstawie powieści Colina Harrisona pt. Manhattan Nocturne z 1996 roku.
Premiera filmu odbyła się w Stanach Zjednoczonych 20 maja 2016, w Polsce 15 lipca 2016.

## Produkcja
Zdjęcia do filmu kręcono w Nowym Jorku w Stanach Zjednoczonych.

## Opis fabuły
Akcja filmu rozgrywa się w Nowym Jorku w połowie lat 90. XX wieku. Porter Wren (Adrien Brody) jest dziennikarzem poczytnego tabloidu. Specjalizuje się w opisywaniu skandali i zbrodni. Pewnego dnia magnat prasowy Hobbs wykupuje gazetę Wrena i urządza dla pracowników przyjęcie. Na bankiecie Porterowi wpada w oko piękna Caroline Crowley (Yvonne Strahovski). Okazuje się, że kobieta niedawno straciła w tajemniczych okolicznościach męża, cenionego reżysera filmowego. Prosi Wrena o pomoc w wyjaśnieniu jego śmierci. Dziennikarz rozpoczyna własne śledztwo i daje się uwieść Caroline, nie wiedząc, że wikła się w śmiertelnie niebezpieczną grę.

## Obsada
Źródło: Filmweb.
- Adrien Brody jako Porter Wren
- Yvonne Strahovski jako Caroline Crowley
- Campbell Scott jako Simon Crowley
- Jennifer Beals jako Lisa Wren
- Steven Berkoff jako Sebastian Hobbs
- Linda Lavin jako Norma Segal
- Frank Deal jako Walden Campbell
- Stan Carp jako Frank Crowley
- Madison Elizabeth Lagares jako Sally Wren
- Thomas Bair jako Tommy Wren

i inni.